# It Follows
It Follows är en amerikansk skräckfilm från 2014 i regi av David Robert Mitchell, som hade biopremiär i USA den 13 mars 2015. Filmen, vars svenska biopremiär ägde rum den 27 mars 2015(två veckor efter den amerikanska biopremiären), hade sin allra första premiärvisning på Filmfestivalen i Cannes den 17 maj 2014, det vill säga cirka tio månader innan den amerikanska ursprungspremiären ägde rum. Huvudrollen i filmen spelas av Maika Monroe.
Filmen spelades in i Detroit, Michigan under slutet av 2013. Under själva filmandet valde filmens regissör David Robert Mitchell att använda sig av vidvinkellinser, vilket gjorde att hela filmen fick ett expansivt utseende. Även filmskaparna George Romero och John Carpenter fanns med som influenser kring själva arbetet av filmen, både i komposition och i visuell estetik. Musiken i filmen är komponerad av Rich Vreeland, mer känd under namnet Disasterpeace.
I oktober 2023 kunde man meddela att It Follows skulle få en uppföljare vid namn They Follow. Inspelningarna av denna uppföljare kommer eventuellt att påbörjas under 2024.

## Handling
Filmens handling kretsar kring den nittonåriga universitetsstudenten Jaime "Jay" Height, som en dag drabbas av en förbannelse, som resulterar i att någon eller något börjar förfölja henne vart hon än går. Och inte blir det bättre, när hon sedan får reda på att hon kan bli dödad, om det som förföljer henne lyckas komma ifatt henne. Till sin hjälp har hon sina vänner Paul Bolduan och Yara Davis, samt sin lillasyster Kelly Height, som ser till så att hon absolut inte blir lämnad ensam. För lämnas hon ensam av sina vänner och lillasyster, riskerar hon att bli dödad…

## Rollista
| Maika Monroe    | – Jaime "Jay" Height  |
| Keir Gilchrist  | – Paul Bolduan        |
| Olivia Luccardi | – Yara Davis          |
| Lili Sepe       | – Kelly Height        |
| Daniel Zovatto  | – Greg Hannigan       |
| Jake Weary      | – Hugh / Jeff Redmond |
| Bailey Spry     | – Annie Marshall      |
| Debbie Williams | – Mrs. Height         |
| Ruby Harris     | – Mrs. Redmond        |